# Comic Party
Comic Party (яп. こみっくパーティー комикку па:ти:), сокращ. ComiPa — романтическая компьютерная игра в жанре «симулятор свиданий», разработанная компанией Leaf. Первоначальная версия для PC, выпущенная 28 мая 1999 года, содержала порнографические сцены, но в последующих выпусках для Dreamcast, PC и PSP они были вырезаны. Сюжет посвящён созданию додзинси и знакомствам с большим количеством девушек.

## Манга
Манга по мотивам Comic Party была создана Сэкихико Инуи, автором додзинси, который работает в додзинси-кружке «Mix-ism». Первая глава была опубликована в январе 2001 года в японском ежемесячном журнале Dengeki Daioh, а последняя — в мартовском номере в 2005 году. В США Comic Party лицензирована Tokyopop и публиковалась с 4 июня 2004 по 31 января 2006 года. Также по мотивам игры выходили сборники работ различных авторов в издательствах Ichijinsha, Ohzora Publishing, Square Enix, Rapport, Enterbrain и Sony Magazines. Один из сборников Comic Party Anthology Comic (Ohzora Publishing) был переведен на английский язык Central Park Media и издан 14 апреля 2004 года под названием Comic Party.